# Pociąg Amerika

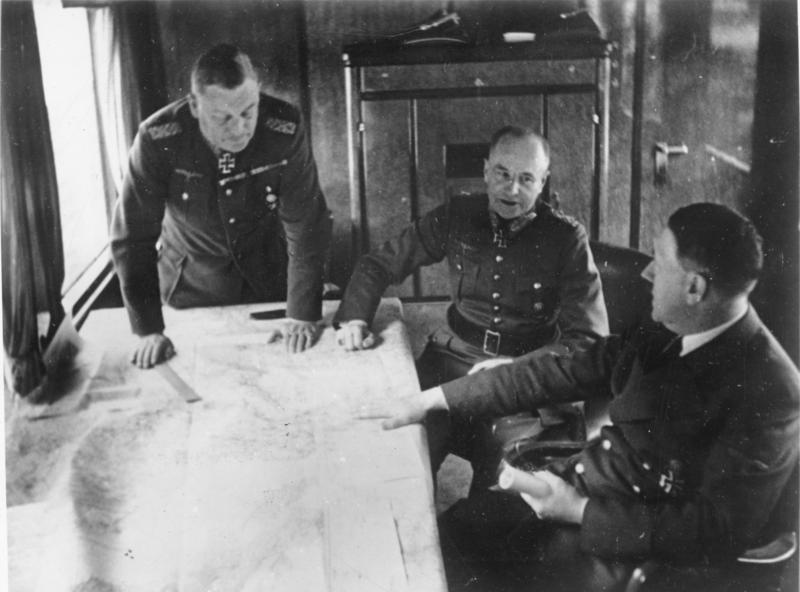
Narada Adolfa Hitlera (pierwszy z prawej) z generałami w wagonie pociągu, 1941

Pociąg „Amerika” – specjalny pociąg (niem. Führersonderzug – pol. pociąg specjalny wodza) kanclerza III Rzeszy Adolfa Hitlera, służący mu do przemieszczania się pomiędzy kwaterami wojennymi. Zostało wyprodukowanych 25 specjalnych składów wagonowych dla hitlerowskich dygnitarzy.

## Historia
Pociąg „Amerika” został oddany do użytku w sierpniu 1939. Zapewniał Hitlerowi komfortową mobilność. W skład pociągu wchodziło z reguły kilka, kilkanaście (osiem do czternastu) wagonów specjalnych. Między innymi wagon wyposażony w urządzenia zasilające, wagon salonka Hitlera nr 10206, wagon konferencyjny, wagon do przewozu samochodów osobowych (reprezentacyjne limuzyny: Maybach, Horch 850 Pullman, terenowy sześciokołowy Mercedes-Benz W31 typ G4), dwa wagony kąpielowe, wagon łączności. Poza tym, każdy skład wyposażony był w dwa wagony z działkami przeciwlotniczymi kal. 20 mm wraz z 26 żołnierzami obsługi, które doczepione były na początku (za lokomotywą) i na końcu składu. Ponadto w składzie „Ameriki” znajdowały się: wagon eskorty, wagon restauracyjny, dwa wagony sypialne dla współpracowników Hitlera i zaproszonych do pociągu gości, dwa wagony dla personelu i wagon kierownika biura prasowego z krótkofalowym nadajnikiem radiowym o mocy 700 W. Wszystkie wagony były pomalowane w kolorze ciemnoniebieskim.
Podczas II wojny światowej pociąg Hitlera prowadzony był z reguły lokomotywami parowymi Baureihe 01, choć zdarzały się przypadki, w których do składu doczepiano parowozy Baureihe 03. Pociąg „Amerika” posiadał podwójną trakcję parową, na wypadek awarii lokomotywy. Wcześniej skład obsługiwały lokomotywy elektryczne, które w owym czasie były w Niemczech jednymi z najnowocześniejszych w Europie. Podczas obecności kanclerza w stolicy, skład można było zobaczyć na Dworcu Anhalckim (Anhalter Banhof).
„Amerika” była pierwszą wojenną kwaterą wodza III Rzeszy w czasie działań wojennych we wrześniu 1939. Po tym, jak Niemcy wypowiedziały wojnę Stanom Zjednoczonym w grudniu 1941, nazwa „Amerika” zamieniona została na bardziej germańską „Brandenburg” („Brandenburgia”). Pod koniec wojny pociąg wpadł w ręce zachodnich aliantów. Wagon, w którym Hitler pracował, został wysadzony w powietrze, aby nie stał się miejscem kultu zwolenników Hitlera.
W 2017 w Jedlinie-Zdroju, w sąsiedztwie kompleksu Riese, dla celów edukacyjnych zostały udostępnione odtworzone (repliki) dwa wagony pociągu: salonka sztabowa i uzbrojony wagon osłonowy (artyleryjski).

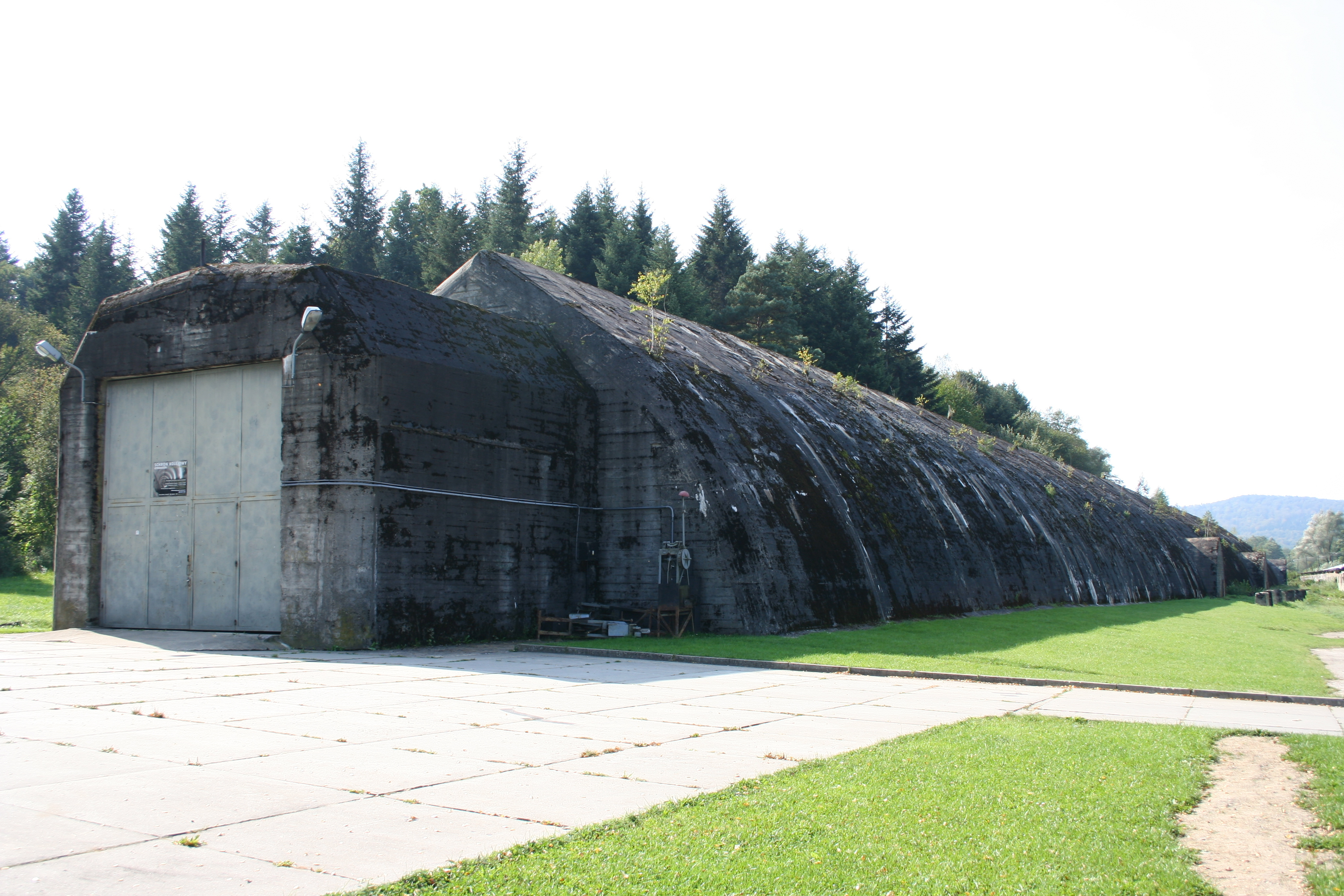
Tunel schronowy w Stępinie-Cieszynie do ochrony pociągu sztabowego Hitlera

## Inne pociągi specjalne III Rzeszy
Podobne pociągi posiadali inni dygnitarze III Rzeszy, między innymi marszałek Rzeszy Hermann Göring, podróżujący pociągiem o nazwie „Azja” i minister spraw zagranicznych Joachim von Ribbentrop. „Azja” należała z pewnością do składów, które swoim przepychem „biły na głowę” wszystkie inne pociągi dygnitarzy. Do wykończenia wagonów użyto najdroższego drewna, skór i tkanin. Marszałek Göring słynący zresztą z zamiłowania do luksusu (zob. Carinhall) dbał o to, aby jego wizerunek przewyższał wszystkich, nawet wodza.